# Ariadna tarsalis
Ariadna tarsalis là một loài nhện trong họ Segestriidae.
Loài này thuộc chi Ariadna. Ariadna tarsalis được Richard C. Banks miêu tả năm 1902.